# NGC 7134
NGC 7134 je otevřená hvězdokupa v souhvězdí Kozoroha, kterou objevil Christian Heinrich Friedrich Peters v roce 1860.